# Pusionella nifat
Pusionella nifat é uma espécie de gastrópode do gênero Pusionella, pertencente a família Clavatulidae.